# Associazione Sportiva Livorno Calcio 1999-2000
Questa pagina contiene i dati relativi alla stagione sportiva 1999-2000 dell'Associazione Sportiva Livorno Calcio.

## Stagione
Il Livorno disputa il girone A del campionato di serie C1, lo chiude in settima posizione di classifica con 46 punti, 12 meno del Siena capolista e promosso direttamente in Serie B, la seconda promossa è il Cittadella che ha vinto i playoff. A Livorno nel prima stagione dell'era Aldo Spinelli torna a vestire la casacca amaranto Igor Protti, riparte da dove aveva iniziato la sua splendida carriera, che lo ha portato anche a vincere la classifica marcatori in Serie A. Non sono arrivati a Livorno i risultati sperati ad inizio stagione, in questa annata a cavallo di due secoli, con l'alternanza di due allenatori emergenti, prima Pietro Carmignani e poi Fabrizio Tazzioli alla guida dei labronici. Le uniche buone prestazioni sono state quelle dei due attaccanti, Igor Protti con 11 reti ed Eupremio Carruezzo autore di 14 reti, che si sono dimostrati due ottimi terminali delle azioni offensive livornesi. Ma il campionato è stato chiuso al settimo posto, lontani sette punti dai playoff. Nella Coppa Italia gli amaranto hanno disputato il girone G di qualificazione, che ha promosso ai sedicesimi di finale il Siena.

## Rosa
| N. |                   | Ruolo | Calciatore         |
| -- | ----------------- | ----- | ------------------ |
|    | Italia (bandiera) | P     | Fabrizio Calattini |
|    | Italia (bandiera) | P     | Andrea Ivan        |
|    | Italia (bandiera) | P     | Silvio Lafuenti    |
|    | Italia (bandiera) | D     | Paolo Bravo        |
|    | Italia (bandiera) | D     | Matteo Contini     |
|    | Italia (bandiera) | D     | Maurizio Domizzi   |
|    | Italia (bandiera) | D     | Giuseppe Geraldi   |
|    | Italia (bandiera) | D     | Riccardo Illario   |
|    | Italia (bandiera) | D     | Giacomo Nincheri   |
|    | Italia (bandiera) | D     | Richard Vanigli    |
|    | Italia (bandiera) | D     | Simone Veronese    |
|    | Italia (bandiera) | C     | Marco Bonura       |
|    | Italia (bandiera) | C     | Mario Bortolazzi   |
|    | Italia (bandiera) | C     | Nunzio Falco       |

| N. |                   | Ruolo | Calciatore           |
| -- | ----------------- | ----- | -------------------- |
|    | Italia (bandiera) | C     | Fabio Favi           |
|    | Italia (bandiera) | C     | Charles Ferretti     |
|    | Italia (bandiera) | C     | Giuliano Gentilini   |
|    | Italia (bandiera) | C     | Stephan Lerda        |
|    | Italia (bandiera) | C     | Federico Nofri       |
|    | Italia (bandiera) | C     | Adrian Ricchiuti     |
|    | Italia (bandiera) | C     | Alessandro Sturba    |
|    | Italia (bandiera) | A     | Rosario Aquino       |
|    | Italia (bandiera) | A     | Eupremio Carruezzo   |
|    | Italia (bandiera) | A     | Vincenzo Maiolo      |
|    | Italia (bandiera) | A     | Giuseppe Manfreda    |
|    | Italia (bandiera) | A     | Francesco Martelloni |
|    | Italia (bandiera) | A     | Francesco Sanetti    |
|    | Italia (bandiera) | A     | Igor Protti          |

## Risultati

### Campionato

#### Girone di andata
| Arbitro: | Palaca (Roma) |

|                   |           |  |
| Protti 46’ (rig.) | Marcatori |  |

| Arbitro: | Morganti (Ascoli Piceno) |

|               |           |            |
| Mazzoleni 65’ | Marcatori | 56’ Sturba |

| Arbitro: | Cannella (Palermo) |

|                   |           |                 |
| Protti 45+1’, 83’ | Marcatori | 12’, 38’ Bifini |

| Arbitro: | Palmieri (Cosenza) |

|            |           |                                 |
| Baraldi 6’ | Marcatori | 32’ (rig.) Protti 48’ Carruezzo |

| Arbitro: | Lombardi (Lanciano) |

|  |           |             |
|  | Marcatori | 60’ Argilli |

| Arbitro: | Morganti (Ascoli Piceno) |

|                                |           |  |
| Ferracuti 74’ Gemmi 76’ (rig.) | Marcatori |  |

| Arbitro: | Cannella (Palermo) |

|                   |           |                             |
| Protti 89’ (rig.) | Marcatori | 1’ Di Vicino 81’ Cancellato |

| Arbitro: | Ambrosino (Torre del Greco) |

|                |           |          |
| Saverino 45+1’ | Marcatori | 82’ Favi |

| Arbitro: | Cavuoti (Vasto) |

|                    |           |            |
| Sandrin 73’ (rig.) | Marcatori | 24’ Sturba |

| Arbitro: | Dondarini (Finale Emilia) |

|                    |           |                               |
| Contini 23’ (aut.) | Marcatori | 49’ C. Ferretti 74’ Carruezzo |

| Reggio Emilia 21 novembre 1999 11ª giornata | Brescello       | 0 – 0 | Livorno | Stadio Mirabello\| Arbitro: \| Dattilo (Locri) \| |
| Arbitro:                                    | Dattilo (Locri) |       |         |                                                   |

| Arbitro: | Palmieri (Cosenza) |

|                                     |           |          |
| Geraldi 3’ Carruezzo 30’ Protti 50’ | Marcatori | 84’ Paci |

| Como 5 dicembre 1999 13ª giornata | Como                | 0 – 0 | Livorno | Stadio Giuseppe Sinigaglia\| Arbitro: \| Carlucci (Molfetta) \| |
| Arbitro:                          | Carlucci (Molfetta) |       |         |                                                                 |

| Arbitro: | Angrisani (Salerno) |

|            |           |                |
| Protti 18’ | Marcatori | 92’ Affatigato |

| Arbitro: | Girardi (San Donà di Piave) |

|            |           |                         |
| Aquino 43’ | Marcatori | 30’ Porfido 44’ Cavalli |

| Arbitro: | Semeraro (Taranto) |

|                                       |           |                           |
| Ponzo 41’ Trocini 46’ Della Morte 52’ | Marcatori | 9’ Carruezzo 53’ Nincheri |

| Arbitro: | Mazzoleni (Bergamo) |

|                       |           |             |
| Favi 33’ Nincheri 52’ | Marcatori | 42’ Zanetti |

#### Girone di ritorno
| Carrara 9 gennaio 2000 18ª giornata | Carrarese             | 0 – 0 | Livorno | Stadio dei Marmi\| Arbitro: \| Cuttica (Alessandria) \| |
| Arbitro:                            | Cuttica (Alessandria) |       |         |                                                         |

| Arbitro: | Morganti (Ascoli Piceno) |

|          |           |               |
| Falco 9’ | Marcatori | 63’ Mazzoleni |

| Arbitro: | Dondarini (Finale Emilia) |

|                            |           |                   |
| Bifini 12’ Maffioletti 69’ | Marcatori | 47’ (rig.) Protti |

| Arbitro: | M. Mazzoleni (Bergamo) |

|                      |           |                |
| Carruezzo 27’ (rig.) | Marcatori | 29’ Varricchio |

| Siena 6 febbraio 2000 22ª giornata | Siena         | 0 – 0 | Livorno | Stadio Artemio Franchi\| Arbitro: \| Pieri (Siena) \| |
| Arbitro:                           | Pieri (Siena) |       |         |                                                       |

| Arbitro: | S. Ayroldi (Molfetta) |

|                       |           |  |
| Falco 22’, 67’ (rig.) | Marcatori |  |

| Arbitro: | Carlucci (Molfetta) |

|                       |           |           |
| Cancellato 30’ (rig.) | Marcatori | 23’ Falco |

| Livorno 5 marzo 2000 25ª giornata | Livorno           | 0 – 0 | Varese | Stadio Armando Picchi\| Arbitro: \| Belloli (Bergamo) \| |
| Arbitro:                          | Belloli (Bergamo) |       |        |                                                          |

| Arbitro: | Cruciani (Pesaro) |

|                    |           |                         |
| Barban 2’ Bari 47’ | Marcatori | 32’, 69’, 86’ Carruezzo |

| Arbitro: | Palanca (Roma) |

|                           |           |  |
| Carruezzo 49’ (rig.), 60’ | Marcatori |  |

| Arbitro: | Rizzoli (Bologna) |

|  |           |              |
|  | Marcatori | 10’ Zampagna |

| Arbitro: | Cruciani (Pesaro) |

|             |           |  |
| Giraldi 45’ | Marcatori |  |

| Arbitro: | Cenni (Imola) |

|                           |           |              |
| Carruezzo 2’ Nincheri 68’ | Marcatori | 24’ Ferrigno |

| Arbitro: | Ioseffi (Siena) |

|                    |           |                   |
| Vanigli 92’ (aut.) | Marcatori | 47’ (rig.) Protti |

| Arbitro: | Zenere (Schio) |

|             |           |            |
| Spinelli 8’ | Marcatori | 10’ Protti |

| Arbitro: | Ferraro (Crotone) |

|                                    |           |              |
| Protti 18’ Bravo 72’ Carruezzo 78’ | Marcatori | 41’ Citterio |

| Arbitro: | Bianchi (Lucca) |

|             |           |             |
| Capuano 27’ | Marcatori | 82’ Domizzi |

### Coppa Italia

#### Girone G
| 22 agosto 1999 1ª giornata |  | – Turno di riposo Livorno |  |  |

| Arbitro: | Dondarini (Finale Emilia) |

|                                  |           |               |
| Fiorin 31’ (rig.) Stringardi 35’ | Marcatori | 74’ Carruezzo |

| Arbitro: | Pieri (Genova) |

|               |           |                  |
| Carruezzo 82’ | Marcatori | 25’, 90’ Arcadio |

| Arbitro: | Lambertini (Bologna) |

|                     |           |                                    |
| Brunetti 78’ (rig.) | Marcatori | 14’ Bonura 61’ S. Lerda 66’ Sturba |

| Arbitro: | Ciampi (Pisa) |

|                                                     |           |                           |
| Manfreda 57’ Martelloni 60’ Nincheri 70’ Aquino 85’ | Marcatori | 9’ Magnani 50’, 67’ Galli |